# Fútbol Club Madriu
Il Fútbol Club Madriu è una squadra di calcio a 5 della città di Andorra la Vella, capitale del Principato di Andorra. 

## Storia
La società nacque il 20 giugno 2003 quando un gruppo di amici, appassionati di calcio a 5, iscrissero al campionato andorrano una squadra chiamata Fútbol Club Madriu.
Dopo aver militato per tre stagioni nella seconda divisione, il Madriu viene promosso in prima divisione, dove al primo anno di militanza giunge seconda arrivando anche in finale del Memorial Canut. Nella stagione 2007-08, grazie a uno straordinario cammino fatto di 20 vittorie su 21 gare, la squadra conquista una tripletta storica vincendo supercoppa, Memorial Canut e Campionato, guadagnando anche la sua prima qualificazione alla Coppa UEFA.
La squadra, seguendo una filosofia di sviluppo del calcio a 5, attualmente oltre alla prima formazione, schiera il DDS Madriu B in seconda divisione, diretto da Diego Javier Vega.

## Presidenti
- 2003-2007 - David Borràs Mas
- 2007-2010 - Edmilson Carames Bueno

## Rosa 2009/2010
| N. |                    | Ruolo | Calciatore               |
| -- | ------------------ | ----- | ------------------------ |
| 1  | Spagna (bandiera)  | G     | Eliseo Pazos             |
| 2  | Andorra (bandiera) | G     | Alexandre Medina         |
| 3  | Andorra (bandiera) | G     | Nicolau Ferre Castellina |
| 4  | Andorra (bandiera) | G     | Gregori Molina           |
| 5  | Andorra (bandiera) | G     | José Cunha               |
| 6  | Andorra (bandiera) | G     | David Gascó              |
| 7  | Andorra (bandiera) | G     | Francisco Javier Vega    |

| N. |                    | Ruolo | Calciatore       |
| -- | ------------------ | ----- | ---------------- |
| 8  | Uruguay (bandiera) | G     | Sebastián Castro |
| 9  | Andorra (bandiera) | G     | Adlane Lounes    |
| 10 | Andorra (bandiera) | G     | Sergi García     |
| 11 | Andorra (bandiera) | G     | Nacer Abdelmalek |
| 12 | Andorra (bandiera) | G     | David Santamaria |
| 13 | Andorra (bandiera) | G     | Libori Barrantes |
| 15 | Andorra (bandiera) | G     | Eric Font        |

## Allenatori
- Luis Cruz Martos: 2004/05, 2005/06, 2006/07, 2007/08, 2008/09
- Diego Javier Vega (DDS Madriu B): 2007/08
- Joan Manel Fernández Sánchez: 2003/04, 2004/05
- Jordi Fustero Martí: 2003/04

## Palmarès
- 2 Campionato andorrano: 2007/08, 2008/09
- 3 Memorial Canut - Coppa d'Andorra : 2007/08, 2008/09, 2009/10
- 4 Super Coppa d'Andorra : 2007/08, 2008/09, 2009/10, 2010/11